# Cofator (álgebra)
Em álgebra linear, cofator ou complemento algébrico relativo a um elemento {\displaystyle a_{i,j}} de uma matriz quadrada {\displaystyle A} de ordem {\displaystyle n} é o número {\displaystyle C_{i,j}} tal que {\displaystyle C_{i,j}=(-1)^{i+j}\,\ A_{i,j},} sendo {\displaystyle A_{i,j}} o determinante da matriz obtida a partir da matriz original {\displaystyle A} eliminando-se a linha e a coluna que contenham o elemento {\displaystyle a_{i,j}.}
A matriz dos cofatores {\displaystyle C}, matriz formada pelos respectivos cofatores dos elementos de uma matriz {\displaystyle A}, pode ser usada na determinação da matriz inversa {\displaystyle A^{-1}} de {\displaystyle A}.

## Exemplo
Se
{\displaystyle A={\begin{pmatrix}2&2&3\\4&5&6\\7&8&9\end{pmatrix}}}
então o cofator do elemento {\displaystyle a_{2,2}} (o número {\displaystyle 5}) é dado por
{\displaystyle C_{2,2}=(-1)^{2+2}\cdot \ {\begin{vmatrix}2&3\\7&9\end{vmatrix}}=1\cdot \ (2\cdot \ 9-3\cdot \ 7)=-3}.
A matriz dos cofatores de {\displaystyle A} é dada por 
{\displaystyle C={\begin{pmatrix}C_{1,1}&C_{1,2}&C_{1,3}\\C_{2,1}&C_{2,2}&C_{2,3}\\C_{3,1}&C_{3,2}&C_{3,3}\end{pmatrix}}={\begin{pmatrix}-3&6&-3\\6&-3&-2\\-3&0&2\end{pmatrix}}}.